# هیپرآلدوسترونیسم
هیپرآلدوسترونیسم یک بیماری است که بر اثر افزایش ترشح هورمون آلدوسترون از غدد فوق کلیوی ایجاد می‌شود. افزایش بیش از حد آلدوسترون می‌تواند موجب کاهش یون پتاسیم در خون (یا هیپوکالمی) و افزایش دفع یون هیدروژن ( یا آلکالوز یا همان بازی شدن خون) شود.

## علایم
این بیماری می‌تواند بدون علامت باشد اما علایم زیر نیز ممکن است وجود داشته باشند:
- خستگی (پزشکی)
- سردرد
- فشار خون بالا
- هیپوکالمی
- هایپرناترمی
- کاهش منیزیم خون
- فلج کامل اندام به صورت متناوب یا موقت
- تنجش
- ضعف عضلانی
- بی‌حسی
- پرادراری
- پرنوشی
- احساس مور مور شدن
- آلکالوز متابولیک[۲]

## انواع
این بیماری چند نوع دارد:

### هایپر آلدوسترونیسم اولیه
دلیلش خود غدد فوق کلیوی است

### هایپر آلدوسترونیسم ثانویه
دلیلش هورمون های بالا دست و عواملی که به طور غیر مستقیم (به غیر خود آدرنال) باعث هایپر آلدوسترونیسم میشود

## تشخیص
تشخیص این بیماری با آزمایش خون انجام می‌شود.